# The Dirtchamber Sessions Volume One
The Dirtchamber Sessions Volume One is een solo mix album uit 1999 van The Prodigy's Liam Howlett. Hij produceerde het album voor BBC Radio 1's mix programma The Breezeblock.
Er zijn rond de 50 samples van verschillende artiesten gemixt. Het album bevat twee versies. Bij een van de versies mist een remix van The Beatles' Sgt. Pepper's Lonely Hearts Club Band.
Dit album is een DJ mix album, uitgevoerd door Liam Howlett. Het album is een bewerkte versie van de mix die te horen was in het radioprogramma "Breezeblock" op Radio 1 van de BBC in Engeland. Vanwege copyrightproblemen kon niet de gehele set op cd worden uitgebracht. Het album is een mix van de favoriete nummers van Liam.

## Nummers

### Sectie 1
1. "Intro"
2. "Tonto's Release", Rasmus (1998)
3. "Untitled", Hardnoise (1991)
4. "Chemical Beats", The Chemical Brothers (1995)
5. "Kool Keith Housing Things", Ultramagnetic MCs (1988)
6. "Sport", Lightning Rod ft. Jalal (1988)
7. "Give The Drummer Some", Ultramagnetic MCs (1988)
8. "Wildstyle", Time Zone (1983)

### Sectie 2
1. "Bug Powder Dust", Bomb the Bass (1994)
2. "Pump Me Up", Grandmaster Flash and the Furious Five (1984)
3. "How High", The Charlatans (1997)
4. "Poison", The Prodigy (1995)
5. "Been Caught Stealing", Jane's Addiction (1997)
6. "I Get Wrecked", Tim Dog ft. KRS-One (1993)

### Sectie 3
1. "The Mexican", Babe Ruth (1972)
2. "Rock The House", The B-Boys (1983)
3. "(The Best Part of) Breaking Up", The Chemical Brothers (1996)
4. "King Kut", Word of Mouth (1985)

### Sectie 4
1. "Hey Hey Can You Relate", DJ Mink (1990)
2. "What Time Is Love", The KLF (1988)
3. "Funky Acid Makossa", Bones Breaks (1988)
4. "Shifted Off", Bones Breaks (1988)
5. "And the Break Goes Again", Bones Breaks (1988)
6. "Radio Babylon", Meat Beat Manifesto (1990)
7. "Rockit", Herbie Hancock (1980)
8. "900 Number", The 45 King (1992)
9. "Spybreak!", Propellerheads (1997)
10. "It's the New Style", Beastie Boys (1986)

### Sectie 5
1. "New York", Sex Pistols (1977)
2. "Punk to Funk", Fatboy Slim (1996)
3. "I'm Sick", Medicine (1997)

### Sectie 6
1. "The Home of Hip Hop", D.S.T. (1985)
2. "Strong Island", JVC Force (1984)
3. "Kowalski", Primal Scream (1997)
4. "Time to get III", Beastie Boys (1986)
5. "I'm Gonna Love You a Little More Babe", Barry White (1973)
6. "Public Enemy No. 1", Public Enemy (1987)
7. "Blow Your Head", The JB's (1974)
8. "Breakin' Bells", T La Rock (1993)

### Sectie 7
1. "Get Down", LL Cool J (1987)
2. "The Humpty Dance", Digital Underground (1989)
3. "Dope on Plastic", Uptown (1989)
4. "More Beats and Pieces", Coldcut (1997)
5. "Sure Shot", London Funk Allstars (1995)

### Sectie 8
1. "Break Dancin' (Electric Boogie)", West Street Mob (1983)
2. "Doomsday of Rap", Hijack (1988)
3. "Ozone Breakdown", Renegade Soundwave (1988)
4. "Funky Nassau", The Beginning of the End (1971)
5. "It's Just Begun", The Jimmy Castor Bunch (1972)